# Алперрерулам
Алперрерулам — небольшой город (англ. town) в Северной Территории, Австралия. Находится на большом удалении от крупных населённых пунктов: 600 км к востоку от Теннант-Крик. Алперрерулам расположен в конце шоссе Сандовер. Каждый год в сезон дождей шоссе размывается и отрезает городок от окружающего мира.
Население — 448 человек на 2011 год, 87,5 % из которых аборигены. Имеется школа, медицинская клиника и магазин.